# スノーメン
「スノーメン」（原題: "The Snowmen"）は、イギリスのSFドラマ『ドクター・フー』の2012年クリスマススペシャル。2012年12月25日に BBC One で初放送され、2005年に始動した新シリーズのクリスマススペシャル第8作となった。脚本は筆頭脚本家兼エグゼクティブ・プロデューサーのスティーヴン・モファット、監督はサウル・メッツスタインが担当し、ウェールズのニューポートとサウス・ウェスト・イングランドのニューポートで撮影された。
舞台はヴィトリア朝で、異星人のタイムトラベラー11代目ドクター（演:マット・スミス）の隠居生活が描かれる。彼は増殖する謎の生きた雪だるまを調査して暴く衝動に突き動かされ、同じく雪だるまを調べていたガヴァネスのクララ・オズワルド（演:ジェナ・ルイーズ・コールマン）と出会う。サイルリアンのマダム・ヴァストラ（演:ネーヴ・マッキントッシュ）と彼女の妻である人間ジェニー・フリント（演:カトリン・スチュワート)、ソンターランのストラックス（演:ダン・スターキー）らの力を狩りて、彼らは雪だるまの背後でグレート・インテリジェンス（声:イアン・マッケラン）とシメオン博士（演:リチャード・E・グラント）が暗躍していることを知る。
本作では「ダーレク収容所」の登場人物がドクターのコンパニオンとして再登場を果たし、彼女の正体を探る第7シリーズ後半のストーリー・アークの幕開けを担う。ターディスのデザインやドクターの衣装も一新され、タイトルシークエンスとテーマ曲も『ドクター・フー』50周年に間に合わせて変更された。イギリスでの視聴者数は987万人に達し、12月25日の番組では4番目に多く視聴された。批評家からのレビューも肯定的で、クララの登場は多くの批評家に賞賛された。しかし、プロットには致命的と指摘される部分もあった。

## 連続性
グレート・インテリジェンスは1930年代を舞台にした The Abominable Snowmen（1967年）と1960年代を舞台にした The Web of Fear（1968年）で2代目ドクターと対峙している。グレート・インテリジェンスは両作でロボットの雪男を肉体として使用していた。The Web of Fear での出来事は「スノーメン」でも言及されており、11代目ドクターが1967年のロンドンの地下鉄路線図が記されたブリキ缶をシメオン博士の研究所でグレート・インテリジェンスに見せている。このときグレート・インテリジェンスは "I do not understand these markings"と述べている。ドクターは続けて地下鉄が都市生活の致命的な弱点であることを指摘しており、これは未来の雪男が地下鉄を介してロンドンに襲撃することに触れている。

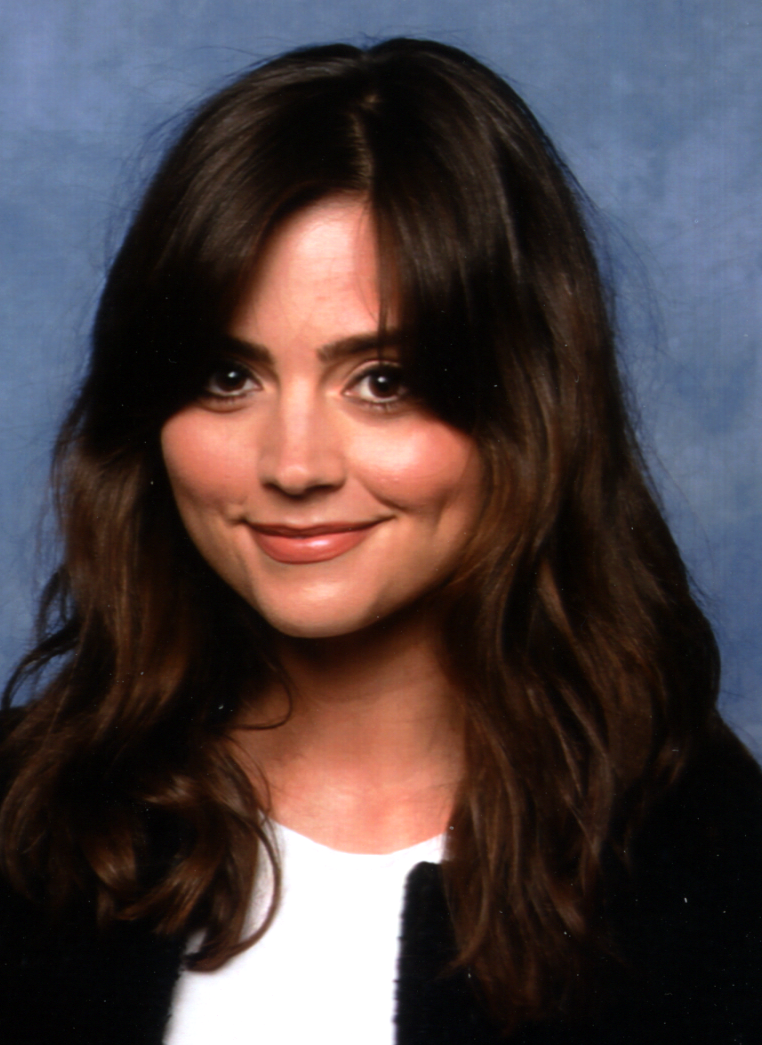
ジェナ・ルイーズ・コールマン

コールマンは「ダーレク収容所」でオズウィン役を既に演じていたが、本作に登場するクララと繋がりがあることは彼女がオズウィン同様スフレに興味を示すまで明かされなかった。ドクターは冒頭でクララに呼び止められた際に "those were the days"と返事をしており、これは第6シリーズ「子連れのコンパニオン」で常に生き残るドクターの傍にいるのが一番安全だと主張するクレイグに対してドクターが告げた台詞と同じである。最終シーンの墓地ではクララがオズウィンと同じ名前を共有していることが明らかになり、ドクターは彼女たちが同一人物であると推測する。墓地に刻まれた日付からクララの誕生日は11月23日であり、これは『ドクター・フー』の放送が1963年に開始された日付と一致する。

## 製作

### 脚本とデザインの変更
脚本家のスティーヴン・モファットは、クリスマススペシャルを最高の質にしたいと主張した。本作では先代コンパニオンのエイミー・ポンドとローリー・ウィリアムズを失ったドクターのその後が描かれており、モファット曰くドクターは友情の先に待つ死別を避けるために1人で居たがっている。モファットはエピソード冒頭の引退したドクターの登場シーンを1963年の初代ドクター（演:ウィリアム・ハートネルや2005年の9代目ドクター（演:クリストファー・エクルストン）になぞらえた。また、モファットの考案した引退したドクターというアイディアは、1970年代にダグラス・アダムズが提案したが当時の製作チームに却下されたアイディアを元としている。第7シリーズ前半5話のテーマを引き継ぎ、「スノーメン」は映画風に宣伝された。ラジオ・タイムズで公開されたムービーポスターには、ドクターとクララがターディスまで梯子で登る様子が描かれている。
「スノーメン」ではシリーズに複数の大きな変更が加えられた。本作からターディスの新たな内装が登場し、タイトルシークエンスとテーマ曲も一新された。新しいタイトルシークエンスにはドクターの顔が一瞬映っており、クラシックシリーズの最終話であった1989年の Survival 以来の演出であった。モファットはターディスのデザインが次第に"気まぐれ"になっていると指摘し、機械というよりも"神秘的な場所"に近いと述べた。ターディスの内装はシリーズ製作デザイナーのマイケル・ピックウォードが担当した。彼曰く新しい内装は"暗くふさぎ込んだ"雰囲気になり、撮影時にコントロールルームを展望しやすいように設計された。
また、ドクターはヴィクトリア朝風の衣装を纏っており、ドクター役の俳優マット・スミスはアートフル・ドジャーのようだとコメントした。モファットは新しい衣装について"彼の人生の別のフェーズに入った"として彼の前進だと表現した。また、第7シリーズ前半までよりも成長した印象と、父親のような印象を抱いたという。この衣装はハワード・バーデンがデザインした。また、「スノーメン」にはドクターの衣装を含めシャーロック・ホームズへの言及も複数含まれている。モファットはマーク・ゲイティスと共にBBCのテレビドラマ『SHERLOCK』を製作しており、スミスもドクター役に決定する以前にワトソン博士役のオーディションを受けていた。さらに、そのシーンでの付随的な音楽は『SHERLOCK』のテーマ曲と類似している。

### キャスティング

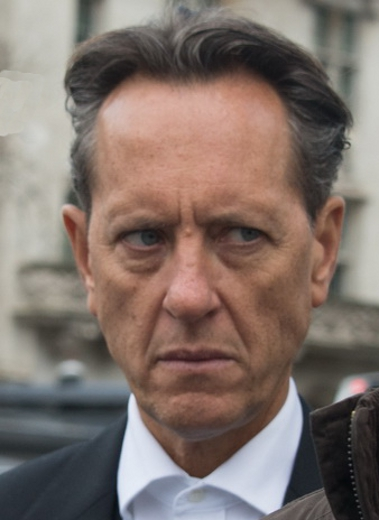
リチャード・E・グラント

以前第7シリーズ第1話「ダーレク収容所」に出演したジェナ・ルイーズ・コールマンが本作で再出演した。コールマンはマット・スミスとの相性が良かったため、特に彼よりも早口で喋ることができたために配役された。彼女は「ダーレク収容所」のオズウィン役ではなくクララ役でオーディションを受けており、2人のキャラクターを同一人物にするというコンセプトはクララ役のキャスティング中に考案された。製作チームは試写会に出席した報道陣やファンに「ダーレク収容所」の放送までコールマンの出演の公開しないように要請し、この取り組みは成功した。モファットは新コンパニオンの初登場をこれまでと違うように見せたいと考え、物語もドクターと新たな人物の出会いで新たな始まりを迎えるようにしたいと主張した。スミスはクララのエイミーとの違いがドクターの別の側面を視聴者に見せることなると述べた。コールマンはクララとドクターの冒頭の受け答えに触れ、彼女を機略に富んで恐れのない人物だと評した。なお、ドクターの旅のコンパニオンとなるクララは春に放送された「セントジョンの鐘」まで本格的に登場せず、「スノーメン」では終盤のカメオ出演に留まっている。コールマンはクララの謎に結末がもたらされると信じてそれぞれのクララを演じた。

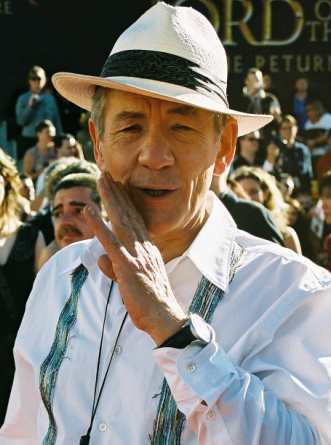
イアン・マッケラン

また、ネーヴ・マッキントッシュがマダム・ヴァストラ役、ダン・スターキーがストラックス役、カトリン・スチュワートがジェニー役で再出演した。これらの登場人物は以前第6シリーズ「ドクターの戦争」に登場し、本作と前日譚で再登場した。ジェニーとヴァストラは人気が高く、モファットは彼らをテーマにしたスピンオフ作品の製作も検討したが、時間が限られていて実現には至らなかった。その代わりに彼はメインシリーズへの再登場を決定した。リチャード・E・グラントは2005年に新シリーズが始動するまではクラシックシリーズの続編とされていた Scream of the Shalka で新シリーズとは別の9代目ドクターを演じたほか、モファットが執筆したチャリティスペシャル Doctor Who and the Curse of Fatal Death で別の10代目ドクターを演じていた。スミスはグラントについて「生まれながらの『ドクター・フー』の悪役だ。完璧な水準と調子だった」と称賛した。グラントの『ドクター・フー』出演はTwitterでBBCが2012年8月5日の深夜に公開した。トム・ウォードは脚本の質の高さに惹かれて役を引き受け、彼の子どもたちも番組への出演を喜んだという。グレート・インテリジェンスの声はイアン・マッケランが担当した。クララがガヴァネスを担当した2人の子どもディグビーとフランチェスカはエリー・ダーシー＝アルデンとジョセフ・ダーシー＝アルデンの姉弟が演じた。

### 撮影と効果
「スノーメン」は元々第7シリーズの第4製作ブロックでの製作が予定され、コールマンの初出演エピソードとしても意図されていたが、本作よりも後のエピソードの撮影が優先され、モファットがクリスマススペシャル用の脚本を書いている間にコールマンは後のエピソードの撮影を行っていた。台本の読み合わせは2012年8月2日に行われ、撮影が始まったのは2012年8月6日からであった。撮影はBBCウェールズの新しいスタジオである Roath Lock studios で行われ、同スタジオで撮影されたクリスマススペシャルでは最初のエピソードになった。コールマンとスミスのシーンは8月21日にブリストルで撮影され、雪の小道具が使われたシーンの一部は8月21日から22日にかけてブリストルのポートランド・スクエアで撮影された。ブリストルが撮影地に選ばれたのはヴィクトリア朝時代の建造物が存在するためであった。ピックウッド曰く、彼の気に入ったセットはロンドンのパブの裏にある路地であり、オックスフォードにある16世紀の建物がモデルになっているという。撮影の際にはロケ地は塞がれ、偽の雪が振り撒かれた。
雲の上のターディスはスタジオの床の霧とポストプロダクションの特殊効果により完成した。監督サウル・メッツスタインによると、雪だるまの外見に製作チームは四苦八苦したという。最初に製作された雪だるまは子供向け番組 Rainbow のものに似た"可愛らしい"デザインになってしまい、より脅威を感じさせるCGIの顔が採用された。クララがターディスに乗り込むシーンには2つの斬新な撮影手法が採用された。1つはクララがターディスに入る際にカメラも同時に内装へ入ってターディスの超次元的な性質を示しているシーン、もう1つはターディスのコンソールを一周するようにカメラが動くシーンである。メッツスタインはこのショットを利用して、外よりも中が広いターディスの性質をさらに強調しようとした。
後述する3本の前日譚のほかにキャストは "Songtaran Carols" という題の広告ビデオに出演し、「スノーメン」の放送に向けてBBCがビデオをアップロードした。ダン・スターキーがストラックスとしてクリスマスソングを歌い、最終的にキャストと周囲のスタッフが噴き出すという内容になっている。

## 関連作品
「スノーメン」の広告のため、3本の前日譚が公開された。
- The Great Detective
公開日 - 2012年11月16日
チャリティ番組『チルドレン・イン・ニード（英語版）』内で放送された[43]。ヴァストラとジェニーとストラックスが引退済みの11代目ドクターに怪奇現象の調査を依頼し、それらを些末なことと考える彼に拒否される内容になっている[44]。

- Vastra Investigates
公開日 - 2012年12月17日[45]
ヴァストラが先史時代のヒューマノイドの爬虫類である自身や、宇宙からやって来たクローン兵士のストラックス、同性愛者のジェニーという、当時の地球人には受け入れ難い存在を紹介する。また、ヴァストラが地下鉄工事によって覚醒し、当初は人間を憎んでいたことも明かされる。終盤で馬車に乗っていたジェニーは雪が降っていることに気付くが、ヴァストラは雲一つない空の下で雪が降っていることに疑念を抱く[45]。

- The Battle of Demon's Run — Two Days Later
公開日 - 2013年3月35日
アメリカ合衆国のiTunesとAmazon Prime Videoで公開[46][47]。第6シリーズ「ドクターの戦争」で勃発したデーモンズ・ランの戦いから2日後を舞台とし、戦死したストラックスがジェニーとヴァストラの働きかけで蘇生し、19世紀のロンドンで共に暮らすことを選んだ経緯が描写される[48]。

## 放送と反応
「スノーメン」はイギリス時間で2012年12月25日午後5時15分から BBC One で放送され、同日にアメリカ合衆国ではBBCアメリカで、カナダではスペースで、翌日にはオーストラリアのABC1とニュージーランドのPrimeで放送された。日本では放送されていないが、2013年11月23日から『ドクター・フー』の第5シリーズから第7シリーズにかけての独占配信がHuluで順次開始され、「スノーメン」は2014年に配信が開始された。
イギリス国内での視聴者数は760万人を記録し、その夜では6番目に多く視聴された番組となった。BBC iPlayer での視聴者数を含めない最終合計値は987万人に達し、その夜では第4位に上昇した。Appreciation Index は87を記録し、大半の『ドクター・フー』クリスマススペシャルを上回る結果を残した。BBC iPlayer での視聴数は146万7220回に及び、クリスマスのiPlayerの番組では最高の人気を博した。合衆国での視聴者数は143万人で、18歳から49歳までの聖人層での視聴率は0.6%であった。

### 批評家の反応
本作は肯定的なレビューを受けた。ガーディアン紙のダン・マーティンは「『クリスマスの侵略者』以来まさに最高のクリスマススペシャルだ」と述べ、「本当に怖ろしい」「『ドクター・フー』らしくもクリスマスらしくもある」と称賛した。彼はクララの導入とヴァストラ、ジェニー、ストラックスの探偵団を高く評価した。IGNのマット・リズレイは「スノーメン」を10点満点中9.4点と評価し、「物語の運びにおいて陽気かつ魅惑的でマスタークラスだ」「伝統的なクリスマスの言及を爽やかに無くし、輝く会話や豪華なセットのデザインおよび魅力的なキャラクター作りを選んでいる」と述べた。彼はグラントとマッケランが十分活躍していなかったと感じた一方、コールマンのクララについては「予想不可能だ」として非常に肯定的であった。ラジオ・タイムズのパトリック・マルケーンは時系列の矛盾を感じながらもグレート・インテリジェンスの再登場を喜び、本作のイメージや演出を称賛した。ただし、テーマ曲の新しいアレンジについてはオリジナルの脅威が失われているとして否定的であった。彼はクララには肯定的であったものの、彼女が空から落下したシーンは彼女に外傷がなかったため現実的に感じられず、彼女の死に感動を覚えなかったという。
SFXのニック・セッチフィールドは本作に星4つ半を与え、感情の力が再び窮地を救うというコンセプトが劇中で言及される多くの物語に適切だと考えた。彼はストラックスのコメディ、コールマン、"驚くほど活用されていない"グラント、新しいタイトルシークエンス、そして新しいターディスの内装に肯定的であった。彼はグレート・インテリジェンスの再登場を気に入ったが、その脅威が明確には浮き彫りにされていなかったと批評した。インデペンデント紙のニーラ・デブナスは「スノーメン」がシリーズの物語と直接繋がっていることから前年の「クリスマスイブの奇跡」よりも力強いエピソードだったと語ったが、2010年クリスマススペシャル「クリスマス・キャロル」には劣ると述べた。彼女は本作が楽しめるものであると感じた一方、物語は駆け足で不完全だったと批評した。
The Mirror のジョン・クーパーは新しいドクターの一面が描写されたこととコールマンを称賛し、9代目ドクターに対するローズ・タイラー（演:ビリー・パイパー）になぞらえた。しかし、彼はキャラクター重視の物語がプロットに不利益をもたらしていると感じ、「最終的に一貫した全体以上のアクションシーンや説明不足に苦しむ、クラシックな『ドクター・フー』の構成だった」と語った。彼は本作がカジュアルな視聴者向けではない可能性を指摘しつつ、番組の50周年に間に合うようにファンに多くのことを提供していると感じた。デイリー・テレグラフのドミニク・キャベンディッシュは本作に星3つを与え、期待していたほど怖ろしいエピソードでなかった点に落胆の色を見せた。彼はスミスの演技や雲の上のターディスに肯定的であった一方、彼はストラックスや"数独のように複雑な脚本"を批判した。
本作は「ダーレク収容所」や「マンハッタン占領」と共に2013年ヒューゴー賞映像部門にノミネートされたが、『ゲーム・オブ・スローンズ』のエピソード「ブラックウォーターの戦い」に受賞を譲ることとなった

## DVD
「スノーメン」は当初単独でDVDがイギリスと北アメリカを対象に2013年5月に発売された。2013年9月にはDVDとブルーレイディスクでそれぞれ第7シリーズの完全版ボックスセットが発売され、その中に「スノーメン」も同梱された。2015年10月19日には「クリスマスの侵略者」から「最後のクリスマス」までのクリスマススペシャル10本は Doctor Who – The 10 Christmas Specials として再発売された。
日本では『ドクター・フー ニュー・ジェネレーション DVD-BOX3』に同梱されて2015年2月6日にDVDが発売された。

## サウンドトラック
「スノーメン」と2011年クリスマススペシャル「クリスマスイブの奇跡」のスコアの一部が選ばれ、マレイ・ゴールドの作曲として2013年10月21日にシルビア・スクリーン・レコーズからサウンドトラックがリリースされた。